# قامیشانوفکا (شهرستان سوقلوق)
قامیشانوفکا (به لاتین: Kamyshanovka) یک منطقهٔ مسکونی در قرقیزستان است که در شهرستان سوقلوق واقع شده‌است. قامیشانوفکا ۱٬۸۳۴ نفر جمعیت دارد و ۵۴۷ متر بالاتر از سطح دریا واقع شده‌است.